# Nebulosa

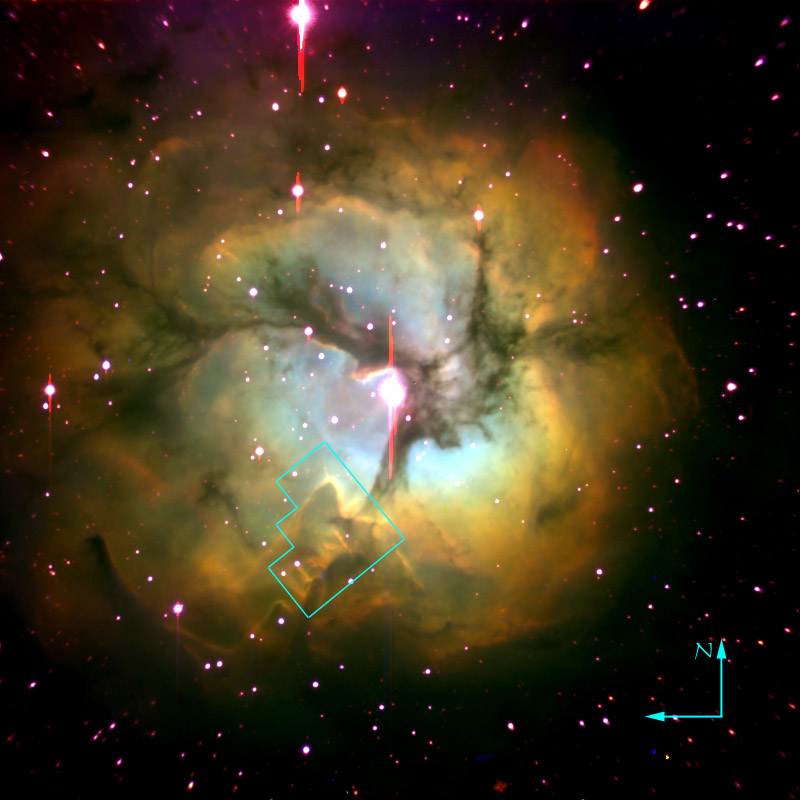
Nebulosa Trífida (M20).

Una nebulosa (del latín: nebulōsus) es una región del medio interestelar constituida por gases, principalmente hidrógeno y helio, además de elementos químicos en forma de polvo cósmico. Tienen una importancia cosmológica notable porque muchas de ellas son los lugares donde nacen las estrellas por fenómenos de condensación y agregación de la materia; en otras ocasiones se trata de restos de estrellas ya extintas o en extinción.
Las nebulosas asociadas con estrellas jóvenes se localizan en los discos de las galaxias espirales y en cualquier zona de las galaxias irregulares, pero no se suelen encontrar en galaxias elípticas puesto que estas apenas poseen fenómenos de formación estelar y están dominadas por estrellas muy viejas. El caso extremo de una galaxia en la que muchas nebulosas presentan intensos episodios de formación estelar se denomina galaxia starburst.
Antes de la invención del telescopio, el término «nebulosa» se aplicaba a todos los objetos celestes de apariencia difusa. Por esta razón, a veces las galaxias (conjunto de miles de millones de estrellas, gas y polvo unidos por la gravedad) son llamadas indebidamente nebulosas; se trata de una herencia de la astronomía del siglo XIX que ha dejado su signo en el lenguaje astronómico contemporáneo.
La mayoría de las nebulosas son de gran tamaño; algunas tienen cientos de años luz de diámetro. Una nebulosa visible para el ojo humano desde la Tierra parecería más grande, pero no más brillante, desde cerca. La Nebulosa de Orión, la nebulosa más brillante del cielo y que ocupa un área que duplica el diámetro angular de la Luna llena, puede verse a simple vista, pero los primeros astrónomos no la vieron. Aunque más densas que el espacio que las rodea, la mayoría de las nebulosas son mucho menos densas que cualquier vacío creado en la Tierra: una nube nebular del tamaño de la Tierra tendría una masa total de sólo unos pocos kilogramos. El aire de la Tierra tiene una densidad de aproximadamente 1019 moléculas por centímetro cúbico; en cambio, las nebulosas más densas pueden tener densidades de 10 000 moléculas por centímetro cúbico. Muchas nebulosas son visibles debido a la fluorescencia causada por estrellas calientes incrustadas, mientras que otras son tan difusas que sólo pueden detectarse con largas exposiciones y filtros especiales. Algunas nebulosas están iluminadas de forma variable por estrellas variables T Tauri.
Originalmente, el término "nebulosa" se utilizaba para describir cualquier objeto astronómico difuso, incluyendo galaxias más allá de la Vía Láctea. La Galaxia de Andrómeda, por ejemplo, se denominó en su día nebulosa de Andrómeda (y las galaxias espirales en general, nebulosas espirales) antes de que a principios del siglo XX Vesto Slipher, Edwin Hubble y otros confirmaran la verdadera naturaleza de las galaxias. Edwin Hubble descubrió que la mayoría de las nebulosas están asociadas a estrellas e iluminadas por la luz estelar. También ayudó a categorizar las nebulosas basándose en el tipo de espectros de luz que producían.
Las nebulosas se pueden clasificar en tres grandes categorías según la naturaleza de su emisión (o falta de ella).

## Historia de la observación

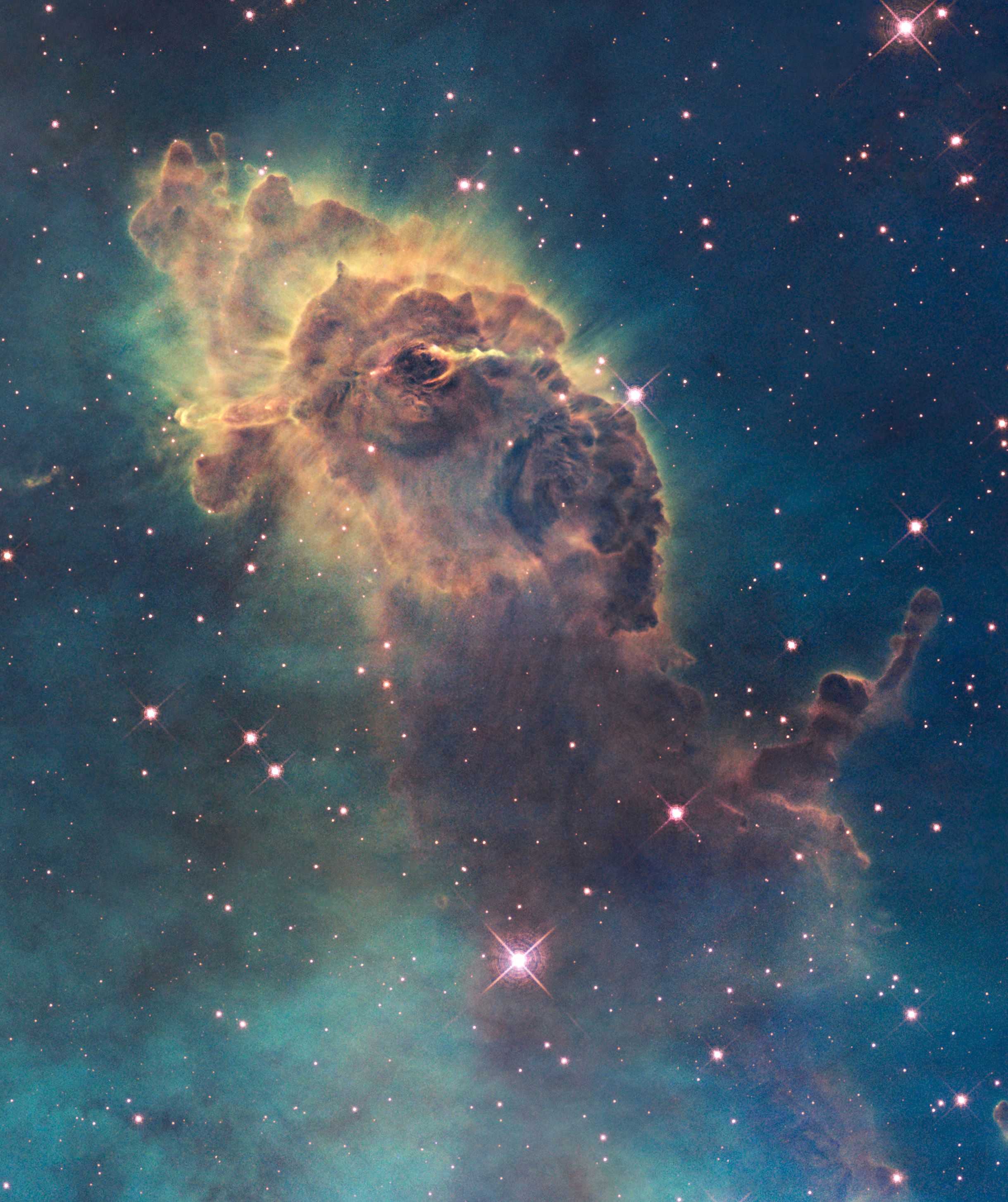
Porción de la Nebulosa de la Quilla

Alrededor del año 150 d. C., Ptolomeo registró, en los libros VII-VIII de su Almagesto, cinco estrellas que parecían nebulosas. También observó una región de nebulosidad entre las constelaciones Osa Mayor y Leo que no estaba asociada a ninguna estrella. La primera nebulosa verdadera, distinta de un cúmulo estelar, fue mencionada por el astrónomo persa musulmán Abd al-Rahman al-Sufi en su Libro de las estrellas fijas (964). Señaló "una pequeña nube" donde se encuentra la Galaxia de Andrómeda. También catalogó el cúmulo estelar Omicron Velorum como una "estrella nebulosa" y otros objetos nebulosos, como el Cúmulo de Brocchi. La supernova que creó la Nebulosa del Cangrejo, SN 1054, fue observada por astrónomos árabes y chinos en 1054.
En 1610 Nicolas-Claude Fabri de Peiresc descubrió la Nebulosa de Orión utilizando un telescopio. Esta nebulosa también fue observada por Johann Baptist Cysat en 1618. Sin embargo, el primer estudio detallado de la Nebulosa de Orión no fue realizado hasta 1659 por Christiaan Huygens, quien también creyó ser la primera persona en descubrir esta nebulosidad.
En 1715, Edmond Halley publicó una lista de seis nebulosas. Este número aumentó constantemente durante el siglo, con Jean-Philippe de Cheseaux compilando una lista de 20 (incluyendo ocho no conocidas previamente) en 1746. De 1751 a 1753, Nicolas-Louis de Lacaille catalogó 42 nebulosas del Cabo de Buena Esperanza, la mayoría desconocidas hasta entonces. Charles Messier recopiló entonces un catálogo de 103 "nebulosas" (ahora llamadas objetos Messiers, que incluían lo que ahora se conoce como galaxias) en 1781; su interés era detectar cometas, y estos eran objetos que podían confundirse con ellos.
El número de nebulosas aumentó considerablemente gracias a los esfuerzos de William Herschel y su hermana, Caroline Herschel. Su Catálogo de mil nuevas nebulosas y cúmulos de estrellas  fue publicado en 1786. Un segundo catálogo de mil se publicó en 1789, y el tercero y último de 510 apareció en 1802. Durante gran parte de su trabajo, William Herschel creyó que estas nebulosas no eran más que cúmulos de estrellas sin resolver. En 1790, sin embargo, descubrió una estrella rodeada de nebulosidad y concluyó que se trataba de una verdadera nebulosidad y no de un cúmulo más distante.
A partir de 1864, William Huggins examinó los espectros de unas 70 nebulosas. Descubrió que aproximadamente un tercio de ellas tenían el espectro de emisión de un gas. El resto mostraba un espectro continuo, por lo que se pensó que estaban formadas por una masa de estrellas. En 1912 se añadió una tercera categoría cuando Vesto Slipher demostró que el espectro de la nebulosa que rodeaba a la estrella Merope coincidía con los espectros de las Pléyades cúmulo abierto. Así, la nebulosa irradia por la luz reflejada de la estrella.
En 1923, tras el Great Debate, quedó claro que muchas "nebulosas" eran en realidad galaxias alejadas de la Vía Láctea.
Slipher y Edwin Hubble continuaron recogiendo los espectros de muchas nebulosas diferentes, encontrando 29 que mostraban espectros de emisión y 33 que tenían los espectros continuos de la luz estelar. En 1922, Hubble anunció que casi todas las nebulosas están asociadas con estrellas y que su iluminación proviene de la luz estelar. También descubrió que las nebulosas con espectro de emisión están casi siempre asociadas a estrellas con clasificaciones espectrales de B o más calientes (incluidas todas las estrellas de la secuencia principal de tipo Os), mientras que las nebulosas con espectros continuos aparecen con estrellas más frías. Tanto Hubble como Henry Norris Russell llegaron a la conclusión de que las nebulosas que rodean a las estrellas más calientes sufren algún tipo de transformación.

## Nebulosas oscuras
Una nebulosa oscura (también conocida como nebulosa de absorción o de inspiración), es una acumulación de gas o polvo interestelar no relacionado con ninguna estrella o alejado de estas, de tal forma que no es perturbada por su energía, por lo que su presencia solo puede ser advertida por contraste con un fondo estelar poblado o una nebulosa de emisión más alejados.
En este caso la nebulosa no emite ni refleja ninguna luz por estar lejos de las estrellas, pero sí absorbe la luz de objetos que están detrás de ella. Por lo tanto, su existencia se deduce por la presencia de una región oscura que destaca sobre el fondo de cielo estrellado. Un ejemplo típico es la denominada Saco de Carbón en la constelación de la Cruz del Sur, y también es muy famosa la nebulosa Cabeza de Caballo, en la constelación de Orión. Numerosas nebulosas oscuras pueden asimismo observarse por sobre la franja brillante de la Vía Láctea que atraviesa el cielo.

## Nebulosas de reflexión
Estas nebulosas reflejan la luz de estrellas cercanas que no son lo suficientemente calientes como para emitir la radiación ultravioleta necesaria para excitar el gas de la nebulosa. Generalmente, estas nebulosas están formadas por los residuos del gas que dio origen a la estrella, y su espectro es similar al de las estrellas cuya luz reflejan. El caso más representativo es la nebulosa en torno de la estrella Mérope en el cúmulo abierto de las Pléyades (M45).

## Nebulosas de emisión
En este caso, el más común, el gas que compone la nebulosa brilla como consecuencia de la transformación que sufre por la intensa radiación ultravioleta de estrellas vecinas calientes. En Astrofísica estos objetos se denominan Regiones H II y son fundamentales a la hora de analizar la composición química y las propiedades físicas de las nebulosas (y de las galaxias en las que se encuentran) gracias al análisis de su espectro, compuesto por multitud de líneas de emisión de los elementos químicos que albergan. La línea de emisión más brillante e importante es H-alfa (de la Serie de Balmer del hidrógeno), localizada en la zona roja del espectro (a 6562,82 Å), siendo este el motivo por el que dicho color domine en las imágenes tradicionales de nebulosas de emisión. Pero también se detectan líneas de emisión de helio, oxígeno, nitrógeno, azufre, neón o hierro. Dependiendo de la naturaleza de la nebulosa de emisión, se subdividen en dos grupos totalmente distintos.
1) Las nebulosas de emisión asociadas a regiones de formación estelar, es decir, en presencia de estrellas muy jóvenes, masivas y calientes, incluso en proceso de formación (objetos Herbig-Haro) y a nubes moleculares. El caso más famoso es la Nebulosa de Orión (M42), la más cercana a la Tierra, pero otros ejemplos destacables son la Nebulosa del Águila (M16, en la Constelación de la Serpiente), la Nebulosa Trífida (M20, en Sagitario) o la Nebulosa de la Laguna (M8, también en Sagitario).
2) Las nebulosas de emisión asociadas a estrellas moribundas o ya extintas se denominan nebulosas planetarias y restos de supernova. Las primeras no tienen nada que ver con los planetas: son las envolturas de estrellas de masa baja o intermedia expulsadas al espacio al final de sus ciclos evolutivos. En ellas, el gas es excitado por un objeto muy pequeño y caliente, una enana blanca, que es el núcleo expuesto de la estrella muerta. Ejemplos conocidos de este tipo de nebulosa son la Nebulosa del Anillo (M57, en la Lira) y la Nebulosa de la Hélice (NGC 7293, en Acuario). 
El resto (o «remanente») de supernova es el material liberado en la titánica explosión que pone fin a las estrellas masivas. El gas de este tipo de nebulosas puede ser afectado tanto por la propia energía entregada por la supernova, como por la emisión de una posible estrella de neutrones (un púlsar) en su seno. Tal vez el ejemplo más famoso de resto de supernova sea la Nebulosa del Cangrejo (M1, en la constelación de Tauro).